# Bund Deutscher Osten
La Federación Alemana del Este (en alemán: Bund Deutscher Osten, BDO) fue una organización alemana nazi fundada el 26 de mayo de 1933. La organización fue apoyada por el Partido Nazi. La BDO fue una versión nacionalsocialista de la Sociedad de las Marcas Orientales Alemanas, que fue cerrada por los nazis en 1934. El Reichsleiter de la Bund Deutscher Osten entre 1933-1937 fue Theodor Oberländer.
En mayo de 1933, cuando Passau fundó su propia asociación, el superintendente escolar Wilhelm Leidl se convirtió en su líder.